# (37717) 1996 RQ33
1996 RQ33 (asteroide 37717) é um asteroide da cintura principal. Possui uma excentricidade de 0.19783920 e uma inclinação de 22.89879º.
Este asteroide foi descoberto no dia 11 de setembro de 1996 por Claes-Ingvar Lagerkvist em La Silla.